# Circuito de Getxo 2001
Il Circuito de Getxo 2001, cinquantaseiesima edizione della corsa, si svolse l'31 luglio 2001 su un percorso di 175 km, con partenza e arrivo a Getxo. Fu vinto dall'italiano Alessandro Bertolini della Alessio davanti allo spagnolo Francisco Cabello e all'olandese Koos Moerenhout.

## Ordine d'arrivo (Top 10)
| Pos. | Corridore                   | Squadra                   | Tempo    |
| ---- | --------------------------- | ------------------------- | -------- |
| 1    | Alessandro Bertolini        | Alessio                   | 3h58'59" |
| 2    | Francisco Cabello           | Kelme                     | s.t.     |
| 3    | Koos Moerenhout             | Domo-Farm Frites          | s.t.     |
| 4    | Joseba Beloki               | ONCE-Eroski               | s.t.     |
| 5    | Vladislav Borisov           | Itera                     | s.t.     |
| 6    | Iñigo Landaluze Intxaurraga | Euskaltel-Euskadi         | a 22"    |
| 7    | Juan Carlos Domínguez       | Linda McCartney-Jaguar    | a 1'57"  |
| 8    | Victor Hugo Peña            | US Postal Service         | a 3'37"  |
| 9    | German Nieto Fernandez      | Colchon Relax-Fuenlabrada | a 4'03"  |
| 10   | Michael Rogers              | Mapei-Quick Step          | s.t.     |